# Wurzelanlauf

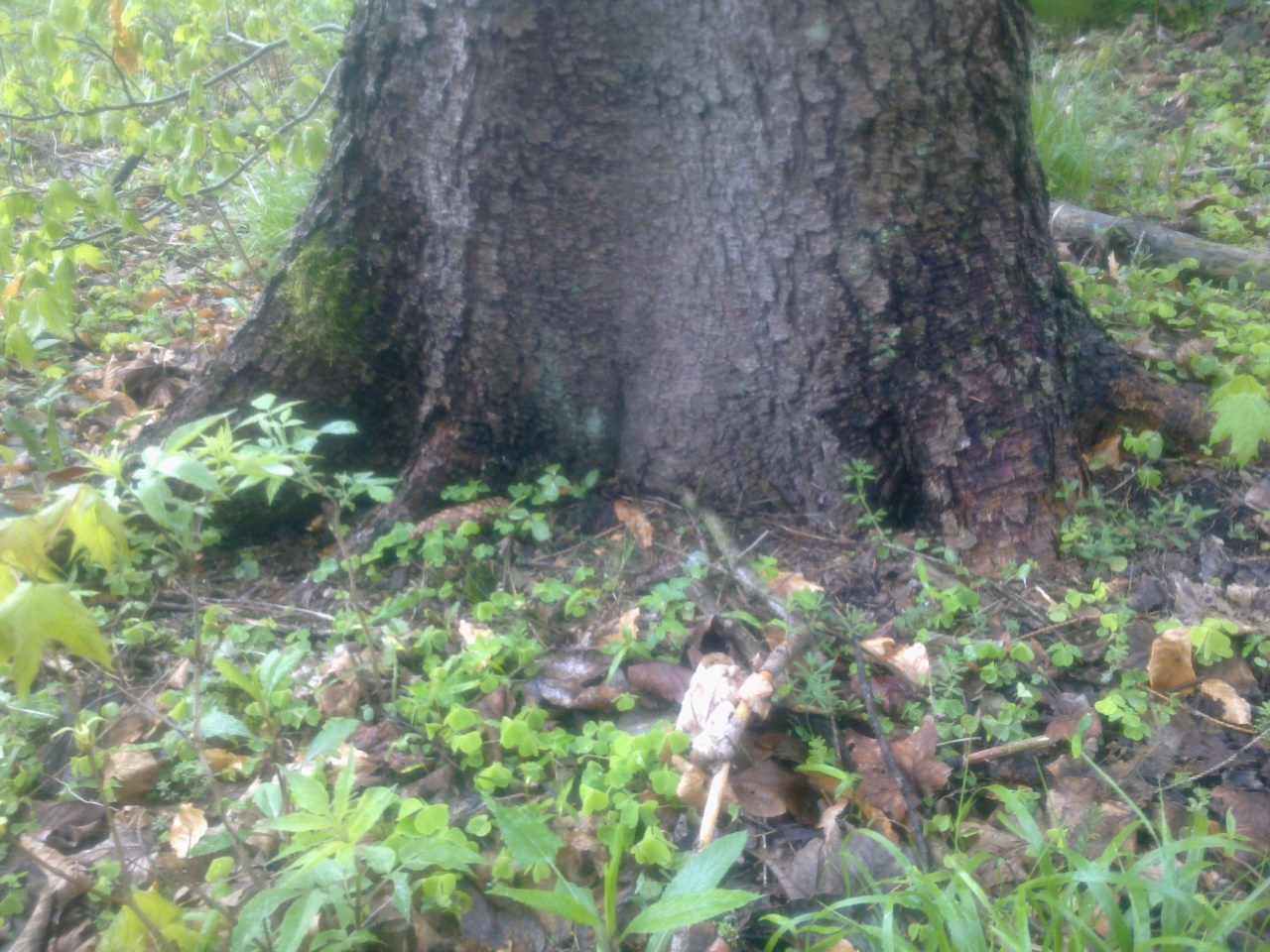
Wurzelanläufe einer Fichte

Als Wurzelanlauf wird in der Forstwirtschaft der verdickte Übergangsbereich der verholzten Sprossachse (Stammwalze) in die Wurzel bezeichnet.
Die Wurzelanläufe werden entweder vor dem Fällen senkrecht durchtrennt oder im Zuge des anschließenden Aufarbeitens des Stammes ebenso wie auch der Waldbart entfernt und verbleiben als Sägeabfall am Fällort.